# یعقوب درحال تبرک پسران یوسف
یعقوب در حال تبرک پسران یوسف نام تابلویی از رامبرانت به سال ۱۶۵۶ (میلادی) است.
گفته می‌شود که رامبرانت، یعقوب یکی از قدیسین کتاب مقدس را در واپسین لحظه‌های زندگی در حالی که نوه‌هایش افرایم و منسی را تبرک می‌کند نقاشی کرده‌است.
داستان تبرک زمانی به انجام رسید که خانواده یعقوب در مصر زندگی می‌کرد، و از آنجا که یوسف، پدر افرایم (Ephraim) و منسی (Mennaseh)، در آن دیار حکمران بزرگی بود، رمبراند به دستار او تاجی اضافه کرده‌است…